# Strixton
Strixton is een civil parish in het bestuurlijke gebied Wellingborough, in het Engelse graafschap Northamptonshire met 21 inwoners.